# Sedum elburzense
Sedum elburzense är en fetbladsväxtart som beskrevs av Kh. Akhiani och M. Assadi. Sedum elburzense ingår i Fetknoppssläktet som ingår i familjen fetbladsväxter. Inga underarter finns listade i Catalogue of Life.